# Catharsius brutus
Catharsius brutus là một loài bọ cánh cứng trong họ Bọ hung (Scarabaeidae).